# Sarcophaga amputata
Sarcophaga amputata är en tvåvingeart som beskrevs av Thomas Pape 1990. Sarcophaga amputata ingår i släktet Sarcophaga och familjen köttflugor.
Artens utbredningsområde är Madeira. Inga underarter finns listade i Catalogue of Life.